# Hydraecia hucherardi
Hydraecia hucherardi är en fjärilsart som beskrevs av Paul Mabille 1907. Hydraecia hucherardi ingår i släktet Hydraecia och familjen nattflyn. Inga underarter finns listade i Catalogue of Life.